# بول جيسبرسون
بول جيسبرسون (بالإنجليزية: Paul Jesperson)‏ مواليد 2 ديسمبر 1992 في ميريل، هو لاعب كرة سلة أمريكي. بدأ مسيرته الاحترافية في سنة 2016. يبلغ طوله 6 قدم 6 بوصة (2.0 م). لعب مع نادي أوفييدو لكرة السلة في الدوري الإسباني لكرة السلة الدرجة الثانية.

## روابط خارجية
- بول جيسبرسون على موقع كرة السلة الأوروبية.كوم (الإنجليزية)
- بول جيسبرسون على موقع كلية كرة السلة في سبورتس رفرنس.كوم (الإنجليزية)
- بول جيسبرسون على موقع ريلجم (الإنجليزية)
- بول جيسبرسون على موقع بروبوليرز (الإنجليزية)